# Volvo 340
Volvo 340 var en baghjulstrukket personbil fra Volvo, bygget i Holland mellem 1976 og 1991.
Frem til 1985 hed den 3-dørs hatchback Volvo 343 og den 5-dørs hatchback Volvo 345. Modellen fik et facelift i 1985, hvor begge modellerne blev omdøbt til Volvo 340 og en 4-dørs sedan blev introduceret.
Motorerne kom fra Renault. I starten fandtes der benzinmotorer på 1,4 og 1,7 liter med effekt fra 64 til 80 hk, men i 1985 kom der en dieselmotor på 1,6 liter med 56 hk, ligeledes fra Renault. En model med benzinmotor på 2,0 liter solgtes som Volvo 360.
Afløseren, Volvo 440, kom på markedet i 1987. Produktionen af 340 fortsatte dog frem til 1991.

## Billeder
- Volvo 340 3-dørs (343)
- Volvo 340 sedan
- Volvo 340 5-dørs (345)